# KIII-TV
KIII-TV, no canalização 3, é a afiliada da rede de televisão ABC em Corpus Christi, Texas, nos Estados Unidos.x